# …No Sun Today
…No Sun Today — второй студийный альбом американской рок-группы Grey Daze, вышедший 1997 года. Был дважды переиздан, в 2001 и в 2010 году. Стал последним для коллектива, так как после его выхода Grey Daze распались. Содержит в себе три перезаписанные песни с предыдущего альбома группы Wake Me — «What’s in the Eye», «Sometimes» и «Hole».
В 2020 году песни «Sickness», «The Syndrome» (ранее именовалась как «The Down Syndrome»), «In Time», «Just Like Heroin», «B12» и «Soul Song» вошли в состав третьей пластинки Amends в обновлённом звучании. Позже, в 2022 году, новые версии «Saturation», «Drag» и кавер на песню «Anything, Anything» группы Dramarama были включены в треклист четвёртого альбома The Phoenix.

## Предыстория
В 1995 году группу покидает бас-гитарист Джонатан Краузе. Это было его решение, основанное на причинах, варьировавшихся от его отношений с группой до собственных приоритетов. В коллектив приходит новый басист — Мейс Бейерс. И очень скоро после этого группу покидает Джейсон Барнс, на место которого позже приходит Бобби Бениш. Таким образом, из оригинального состава Grey Daze остались лишь Честер Беннингтон и Шон Доуделл.
20 апреля 1996 года Grey Daze приняли участие в фестивале Earth Day '96, хедлайнером которого была группа Майкла Шенкера. Честер Беннингтон позже получил предложение от Майкла Шенкера поехать в Японию, которое он не принял.

## Обложка
На обложке альбома изображена дочь Керри Роуз — Джессика. Художественное оформление (макеты и графика) для альбома было сделано Джейсоном Барнсом, хотя к моменту его выхода его уже не было в группе.

## Список композиций
Вся музыка написана Grey Daze. Продюсером альбома выступил Майкл Джонс.
| №                   | Название                               | Автор(ы)                | Длительность |
| ------------------- | -------------------------------------- | ----------------------- | ------------ |
| 1.                  | «B12»                                  | Честер Беннингтон       | 2:30         |
| 2.                  | «What's in the Eye»                    | Беннингтон, Шон Доуделл | 3:50         |
| 3.                  | «Drag»                                 | Беннингтон              | 3:53         |
| 4.                  | «Sickness»                             | Беннингтон, Доуделл     | 2:46         |
| 5.                  | «In Time»                              | Беннингтон              | 4:20         |
| 6.                  | «Just Like Heroin (A Little Down)»     | Беннингтон, Доуделл     | 3:23         |
| 7.                  | «Sometimes»                            | Беннингтон              | 3:43         |
| 8.                  | «Hole»                                 | Беннингтон              | 3:44         |
| 9.                  | «The Down Syndrome»                    | Беннингтон              | 4:13         |
| 10.                 | «Anything, Anything» (Dramarama cover) | Джон Исдеил             | 3:33         |
| 11.                 | «Soul Song»                            | Беннингтон              | 3:26         |
| 12.                 | «Saturation»                           | Беннингтон              | 4:44         |
| 13.                 | «The Down Syndrome» (acoustic)         | Беннингтон              | 5:24         |
| Общая длительность: | Общая длительность:                    | Общая длительность:     | 49:29        |

Альбом переиздавался в 2001 и в 2010 годах. Также был сделан ремастеринг.
| №                   | Название                               | Автор(ы)            | Длительность |
| ------------------- | -------------------------------------- | ------------------- | ------------ |
| 1.                  | «B12»                                  | Беннингтон          | 2:34         |
| 2.                  | «What's in the Eye»                    | Беннингтон, Доуделл | 3:54         |
| 3.                  | «Drag»                                 | Беннингтон          | 4:00         |
| 4.                  | «Sickness»                             | Беннингтон, Доуделл | 2:49         |
| 5.                  | «In Time»                              | Беннингтон          | 4:24         |
| 6.                  | «Just Like Heroin (A Little Down)»     | Беннингтон, Доуделл | 3:28         |
| 7.                  | «Sometimes»                            | Беннингтон          | 3:48         |
| 8.                  | «Hole»                                 | Беннингтон          | 3:46         |
| 9.                  | «The Down Syndrome»                    | Беннингтон          | 4:15         |
| 10.                 | «Anything, Anything» (Dramarama cover) | Исдеил              | 3:36         |
| Общая длительность: | Общая длительность:                    | Общая длительность: | 36:34        |

## Участники записи
Grey Daze
- Честер Беннингтон — вокал
- Бобби Бениш — гитара
- Мейс Бейерс — бас-гитара
- Шон Доуделл — ударные

Дополнительные музыканты
- Джон Исдеил — текст песни «Anything, Anything»

Персонал
- Майкл Джонс — запись, сведение, продюсирование
- Генри Фимбрес — сведение
- Эндрю Гарвер — мастеринг